# Glenn Greenwald

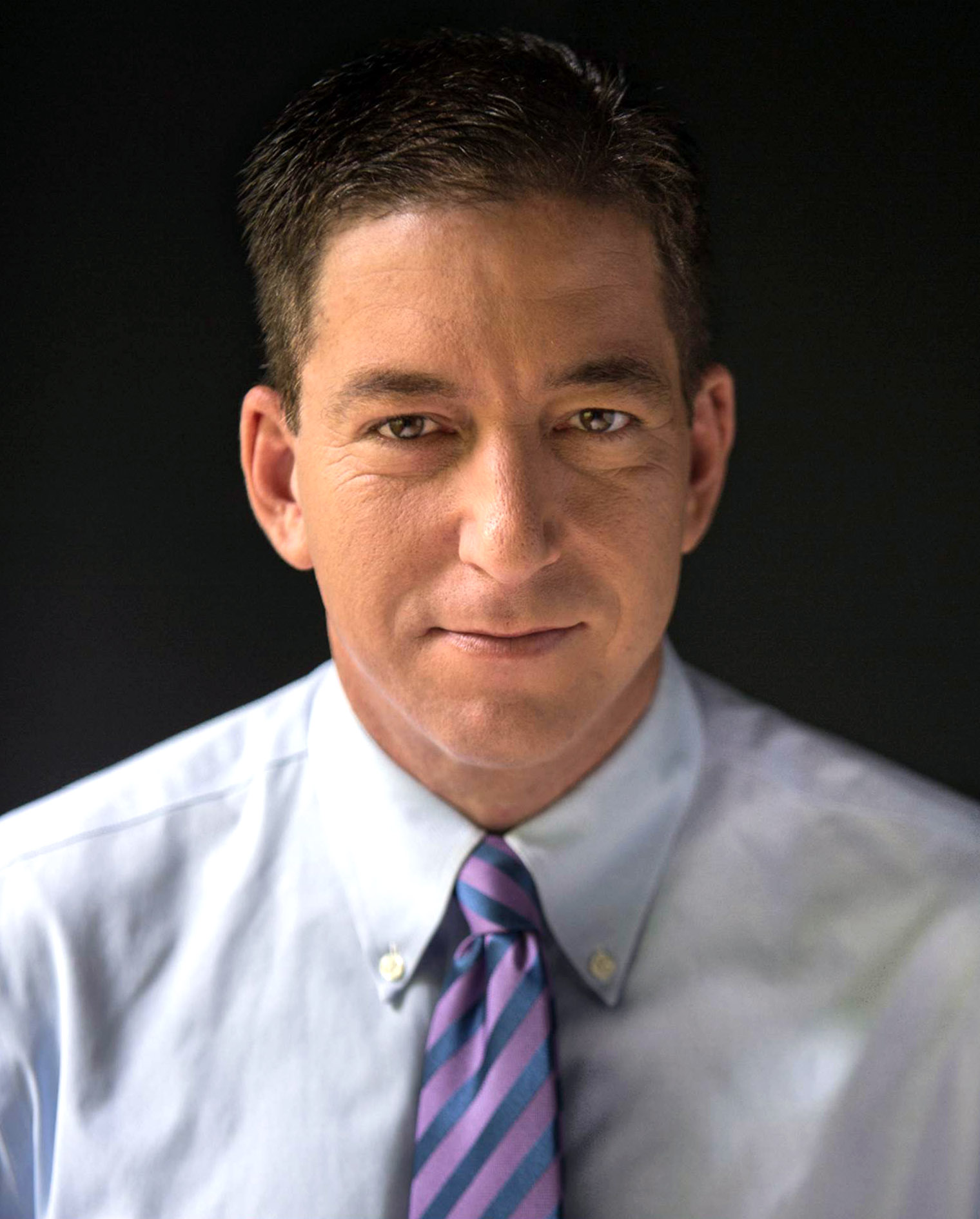
Glenn Greenwald (2014)

Glenn Greenwald (* 6. März 1967 in New York City) ist ein US-amerikanischer Journalist, Blogger, Schriftsteller und Rechtsanwalt. Weltweit bekannt wurde Greenwald, als er die von Edward Snowden im Jahr 2013 übermittelten Dokumente zum streng geheimen NSA-Überwachungsprogramm PRISM aufbereitete und Anfang Juni 2013 in der britischen Tageszeitung The Guardian zusammen mit einem Interview Snowdens veröffentlichte. Aufgrund dieser und folgender Berichte ist er eine der zentralen Figuren der Globalen Überwachungs- und Spionageaffäre. Von Februar 2014 bis Oktober 2020 war er als Hauptautor der publizistischen Website The Intercept tätig. Greenwald ist Gründungsmitglied der Freedom of the Press Foundation mit Sitz im Vorstand (Board of Directors).

## Leben
Glenn Greenwald wuchs auf im Süden von Florida, wo er mit 17 Jahren erfolglos für den Stadtrat von Lauderdale Lakes kandidierte. In den 1980er Jahren begann Greenwald an der George Washington University ein Bachelor-Studium der Philosophie. Nach dem Abschluss ging er an die Law School der New York University.

### Juristische Tätigkeit
1994 bis 1995 arbeitete Greenwald für die renommierte Anwaltskanzlei Wachtell, Lipton, Rosen & Katz in New York und war dort auf Prozessrecht spezialisiert. Nach eigenen Angaben hatte er eine Vielzahl an Angeboten namhafter Kanzleien, entschied sich aber für Wachtell, Lipton, Rosen & Katz, weil diese bereits damals alle Sozialleistungen auch für gleichgeschlechtliche Lebenspartner anbot.
1996 gründete er mit befreundeten Kollegen die Kanzlei Greenwald, Christoph & Holland (später Greenwald Christoph PC) und behandelte Fälle, welche Verfassungs- oder Bürgerrechte von US-Bürgern tangierten. 2005 hörte Greenwald auf zu praktizieren, nach eigenen Angaben, weil er sich insbesondere vom Schreiben zu politischem Geschehen einen größeren Einfluss auf die Gesellschaft erhoffte. Zudem gab er an, nicht weiter auf die Einkünfte seiner Kanzlei angewiesen und von Prozessen gelangweilt zu sein.
Er ging auf eine mehrmonatige Reise und lernte in Brasilien seinen späteren Lebenspartner David Miranda kennen. Da es seinerzeit nicht möglich war, allein auf Grundlage einer gleichgeschlechtlichen Partnerschaft eine Aufenthaltserlaubnis für die Vereinigten Staaten zu erhalten, blieben die beiden in Rio de Janeiro, wo sie bis zu Mirandas Tod 2023 wohnten. Mittlerweile spricht Greenwald fließend Portugiesisch.

### Journalistische Tätigkeit

#### Unclaimed Territory
Von Rio de Janeiro aus betrieb Greenwald das Blog Unclaimed Territory (deutsch Unbesetztes Gebiet) und beschäftigte sich hauptsächlich mit der Plame-Affäre, den daraus resultierenden Nachforschungen einer Grand Jury, dem Skandal wegen Meineids um Lewis Libby und der Affäre um die Überwachungen der NSA ohne richterlichen Beschluss zwischen 2001 und 2007. Das Blog wurde 2006 mit dem Koufax Award als Best New Blog ausgezeichnet.

#### Salon.com
2007 wurde Greenwald von der Onlineplattform Salon.com verpflichtet und gab dafür sein vorheriges Blog auf. Er schrieb auch dort über sicherheits- und gesellschaftspolitische Themen, beispielsweise die Anthrax-Anschläge 2001. Aufgrund der von Greenwald mitgeführten Offensive gegen die Kandidatur John O. Brennans für die Führungspositionen Director of Central Intelligence und Director of National Intelligence verzichtete dieser schließlich. Brennan wurde vorgeworfen, Sympathisant der Verhörmethoden (siehe Abu-Ghuraib-Folterskandal) der Regierung von George W. Bush zu sein. Als Anfang 2013 Barack Obama ihm die gleiche Position anbot, verzichtete er nicht erneut.

#### The Guardian

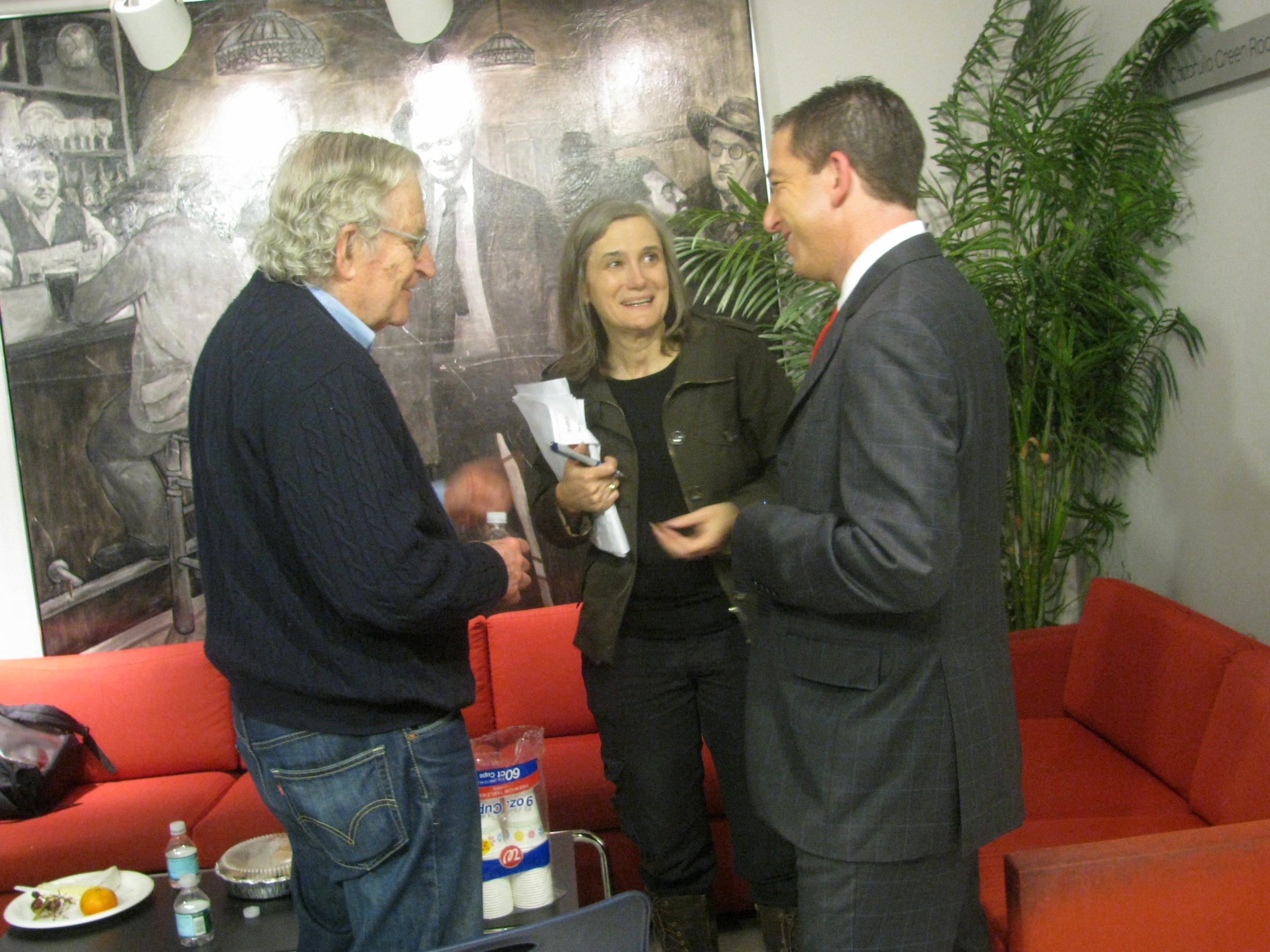
Noam Chomsky, Amy Goodman und Glenn Greenwald (2011)

Im Juni 2012 wechselte Greenwald zur britischen Tageszeitung The Guardian. Nach seinem Treffen mit Edward Snowden im Januar 2013 war er hauptsächlich mit der Aufbereitung des von Snowden zur Verfügung gestellten Materials im Umfang von angeblich neun- bis zehntausend Dateien beschäftigt.
Am 18. August 2013 wurde David Miranda, Greenwalds Partner, nach einem Treffen mit Laura Poitras in Berlin am Flughafen London Heathrow fast neun Stunden festgehalten und verhört. Seine elektronischen Geräte (Mobiltelefon, Laptop, Kamera, Speicherkarten, DVDs und Spielekonsolen) wurden einbehalten, insgesamt waren auf den Speichermedien 58.000 Dokumente des GCHQ, deren ungefilterte Weitergabe an die Öffentlichkeit – so Vertreter der Regierung Cameron – „die Sicherheit Großbritanniens gefährden“ könne. Laut einem Sprecher von Scotland Yard war dieses Vorgehen gedeckt durch den Paragraf 7 des Terrorism Act 2000 bis zu einer Höchstdauer von 9 Stunden ohne formale Begründung und richterliche Überprüfung.
In der folgenden Klage Mirandas vor dem Londoner High Court of Justice wurde die Festsetzung und Konfiszierung als angemessen beurteilt. Die Anwälte des Guardian argumentierten erfolglos mit dem Grundrecht auf freie Meinungsäußerung. Das Urteil anerkannte einen „indirekten Konflikt mit der Pressefreiheit“, wertete das Festsetzen aber als „notwendig“ und „verhältnismäßig“.

“We're disappointed by today's judgment, which means that an act designed to defeat terrorism can now be used to catch those who are working on fundamentally important issues. The judgment takes a narrow view of what 'journalism' is in the 21st century and a very wide view of the definition of 'terrorism'.”

„Wir sind enttäuscht von dem heutigen Urteil, das bedeutet, dass ein Gesetz zum Schutz vor Terrorismus nun gegen die verwendet werden kann, die fundamental wichtige Anliegen verfolgen. Das Urteil zeugt von einer sehr engen Auffassung dessen, was 'Journalismus' im 21. Jahrhundert bedeutet, und einer sehr großzügigen hinsichtlich der Definition von 'Terrorismus'.“

Das Appellationsgericht hielt die Festsetzung für rechtmäßig. Es wäre eine Frage für das britische Parlament, ob das Terrorismusgesetz der europäischen Menschenrechtskonvention entspreche.

#### The Intercept
Im Oktober 2013 gab Greenwald bekannt, zusammen mit Laura Poitras und Jeremy Scahill und finanziert durch den eBay-Gründer Pierre Omidyar ein neues journalistisches Onlinemedium zu gründen. Am 10. Februar 2014 startete The Intercept; bis Oktober 2020 galt er als einer dessen Hauptautoren:

“A primary function of The Intercept is to insist upon and defend our press freedoms from those who wish to infringe them. We are determined to move forward with what we believe is essential reporting in the public interest and with a commitment to the ideal that a truly free and independent press is a vital component of any healthy democratic society. We believe the prime value of journalism is that it imposes transparency, and thus accountability, on those who wield the greatest governmental and corporate power. Our journalists will be not only permitted, but encouraged, to pursue stories without regard to whom they might alienate.”

„Eine grundlegende Aufgabe von The Intercept ist es, auf unserer Pressefreiheit zu bestehen und sie gegenüber denjenigen zu verteidigen, die sie verletzen wollen. Wir sind entschlossen, das voranzutreiben, was wir für essentielle Berichterstattung im öffentlichen Interesse halten. Unsere Hingabe gilt dem Ideal der wahrlich freien und unabhängigen Presse als vitaler Komponente jeder gesunden demokratischen Gesellschaft. Wir glauben, dass der wesentliche Wert von Journalismus darin liegt, jenen Personen Transparenz, und damit Verantwortlichkeit, aufzuerlegen, welche die größte staatliche und unternehmerische Macht innehaben. Unseren Journalisten wird es nicht nur gestattet, sondern empfohlen sein, Sachverhalten ohne Rücksicht darauf nachzugehen, wer von ihnen verprellt werden könnte.“

Im Oktober 2020 verkündete Greenwald seinen Ausstieg bei The Intercept. Als Gründe nannte er die Weigerung der Redaktion, einen Artikel über Joe und Hunter Biden von ihm zu veröffentlichen. The Intercept widersprach dieser Darstellung und bestritt Greenwalds Zensurvorwürfe. Die Chefredakteurin warf ihm vor, unbelegte Wahlkampfbehauptungen Trumps als Journalismus darzustellen.
Greenwald wurde 2020 von der rechtsextremistischen Bolsonaro-Regierung wegen Cyberkriminalität angeklagt, nachdem er private Chatverläufe brasilianischer Beamter in The Intercept veröffentlicht hatte. Aus diesen geht hervor, dass die Inhaftierung des ehemaligen linken Präsidenten Luiz Inácio Lula illegal gewesen sein könnte. Greenwald wird beschuldigt, die Hacker der Handys unterstützt zu haben.

#### Jüngste Tätigkeiten
Nach seinem Ausscheiden bei The Intercept begann Greenwald ab Mai 2021 mit der Veröffentlichung von Newslettern auf Substack, einer Online-Journalismusplattform auf Basis von Newslettern. Seinen Substack stellte er im April 2023 ein und vertreibt seine Einsichten seither auf der Plattform Locals. Er begann außerdem eine tägliche Videosendung unter dem Namen System Update auf der Videoplattform Rumble zu veröffentlichen. System Update besteht aus Monologen zu aktuellen politischen Themen, oft im Zusammenhang mit Medienkritik und Entwicklungen im amerikanischen Sicherheitsapparat, sowie Interviews. Zu den interviewten, teils umstrittenen Gästen gehörten unter anderen Jeffrey Sachs, John Mearsheimer, Edward Snowden, Robert F. Kennedy Jr. und Matt Taibbi.

## Privates
Greenwald ist seit 2023 verwitwet. Er war ab 2005 mit dem brasilianischen Politiker David Miranda verheiratet. Das Ehepaar hatte zwei Kinder adoptiert.

## Positionierung
Das New York Magazine schrieb 2018, Greenwald habe sich seit den Snowden-Enthüllungen „neu als bombenwerfender Medienkritiker positioniert.“ Greenwald ist zu einem häufigen Gast bei dem konservativen Fox News geworden, insbesondere in der Sendung Tucker Carlson Tonight. Er behauptet, dass der Sender MSNBC ihm aufgrund seiner Kritik an Rachel Maddow den Auftritt verboten habe.

## Auszeichnungen
- 2009: Izzy Award for Independent Journalism[27]
- 2010: Online Journalism Award for Best Commentary[28]
- 2013: Preis für die Freiheit und Zukunft der Medien (zusammen mit der Zeitung The Guardian)
- 2014: Geschwister-Scholl-Preis[29]
- 2014: Carl-von-Ossietzky-Medaille[30]
- 2014: Helden der Pressefreiheit (Reporter ohne Grenzen)[31]
- 2015: Siebenpfeiffer-Preis[32]

## Veröffentlichungen
- How Would a Patriot Act? Defending American Values from a President Run Amok, Working Assets, San Francisco 2006, ISBN 978-0-9779440-0-2.
- A Tragic Legacy. How a Good vs. Evil Mentality Destroyed the Bush Presidency, Crown, New York 2007, ISBN 978-0-307-35419-8.
- Great American Hypocrites. Toppling the Big Myths of Republican Politics, Random House, New York 2008, ISBN 978-0-307-40802-0.
- With Liberty and Justice for Some. How the Law Is Used to Destroy Equality and Protect the Powerful, Metropolitan, New York 2011, ISBN 978-0-8050-9205-9.
- Die globale Überwachung. Der Fall Snowden, die amerikanischen Geheimdienste und die Folgen. Droemer, München 2014, ISBN 978-3-426-27635-8. engl. Original: No Place to Hide: Edward Snowden, the NSA, and the U.S. Surveillance State. Metropolitan Books (Div. of Henry Holt and Company), 2014, ISBN 1-62779-073-X (10). ISBN 978-1-62779-073-4 (13).
- Securing Democracy: My Fight for Press Freedom and Justice in Bolsonaro’s Brazil, Haymarket Books 2021, ISBN 978-1-64259-450-8.